# Lino António
Lino António da Conceição (Leiría, 26 de noviembre de 1898 - Lisboa, 23 de octubre de 1974) fue un pintor portugués.
Realizó su aprendizaje en el taller de Narciso Costa, con el que mantuvo una estrecha amistad, y estudió en las Escolas de Belas-Artes de Lisboa y Oporto. En Oporto fue discípulo de João Marques de Oliveira. En 1918 inauguró, en Leiría, su primera exposición individual. En 1924 expone en la Sociedade Nacional de Belas Artes de Lisboa y en 1925 es admitido en el I Salão de Outono. Participa en la remodelación del Bristol Club, y expone en la Exposición Iberoamericana de Sevilla (1929).
En los años 1930 participó en el Salão dos Independentes (I y II), en la Exposición Colonial de París, en el Salão de Inverno (1932) y en la exposición del Secretariado Nacional de Informação (1935). En 1938 realizó el friso de la sala del Presidente en la Assembleia Nacional y los frescos del arco triunfal y de la baranda del coro del Santuario de Fátima. Su identificación con el salazarismo le hace ser seleccionado para la Bienal de Venecia de 1938 en apoyo de la limitada muestra de artistas españoles del bando nacional de la guerra civil española.
Dibuja ilustraciones para el libro Amadis, de Afonso Lopes Vieira, y para La Jeunesse Portugaise à l'École, de António Mattoso (1939). En 1940 participó en la Exposição do Mundo Português y es admitido como profesor en la Escola de Artes Decorativas António Arroio, de Lisboa. En 1944 vuelve a exponer en el Secretariado da Propaganda Nacional, con gran éxito de público, que obliga a prolongar la duración de la exposición.
En 1945 realiza los vitrales de la Casa do Douro y en 1946 los de la capilla del Colégio das Escravas do Sagrado Coração de Jesus. En 1949 solicita al Ministro de Educación la realización de las pruebas que le permitiesen terminar el curso superior de pintura, obteniendo la Carta el 15 de julio del mismo año. En 1949 se le encomiendan los frescos y vitrales del Salón Noble del Ayuntamiento de Vila Franca de Xira. En 1957 hace una obra similar en el de Covilhã. En 1952 realiza el panel cerámico del atrio principal del Laboratório Nacional de Engenharia Civil (LNEC), en 1957 piezas similares en la Facultad de Derecho de la Universidad de Lisboa, y en 1958 para el pabellón de alumnos del Colegio Militar y para el Instituto de Higiene e Medicina Tropical. En 1959 realiza la Tapeçaria Olisipo para el Hotel Ritz de Lisboa. Realizó los vitrales (1961) del gran pórtico del aula magna y los frescos (1966) del atrio principal de la Biblioteca Nacional de Portugal. También los vitrales del Tribunal de Seia. En 1968, por sobrepasar el límite oficial de edad, dejó de dirigir la Escola António Arroio.
Casó con Maria Helena de Noronha Tudela, lo que le convirtió en cuñado de António Mattoso.
Murió de un accidente vascular mientras se encontraba trabajando en su taller, sobre una pintura titulada Mercado.